# Adaptations en bandes dessinées des aventures de Sherlock Holmes

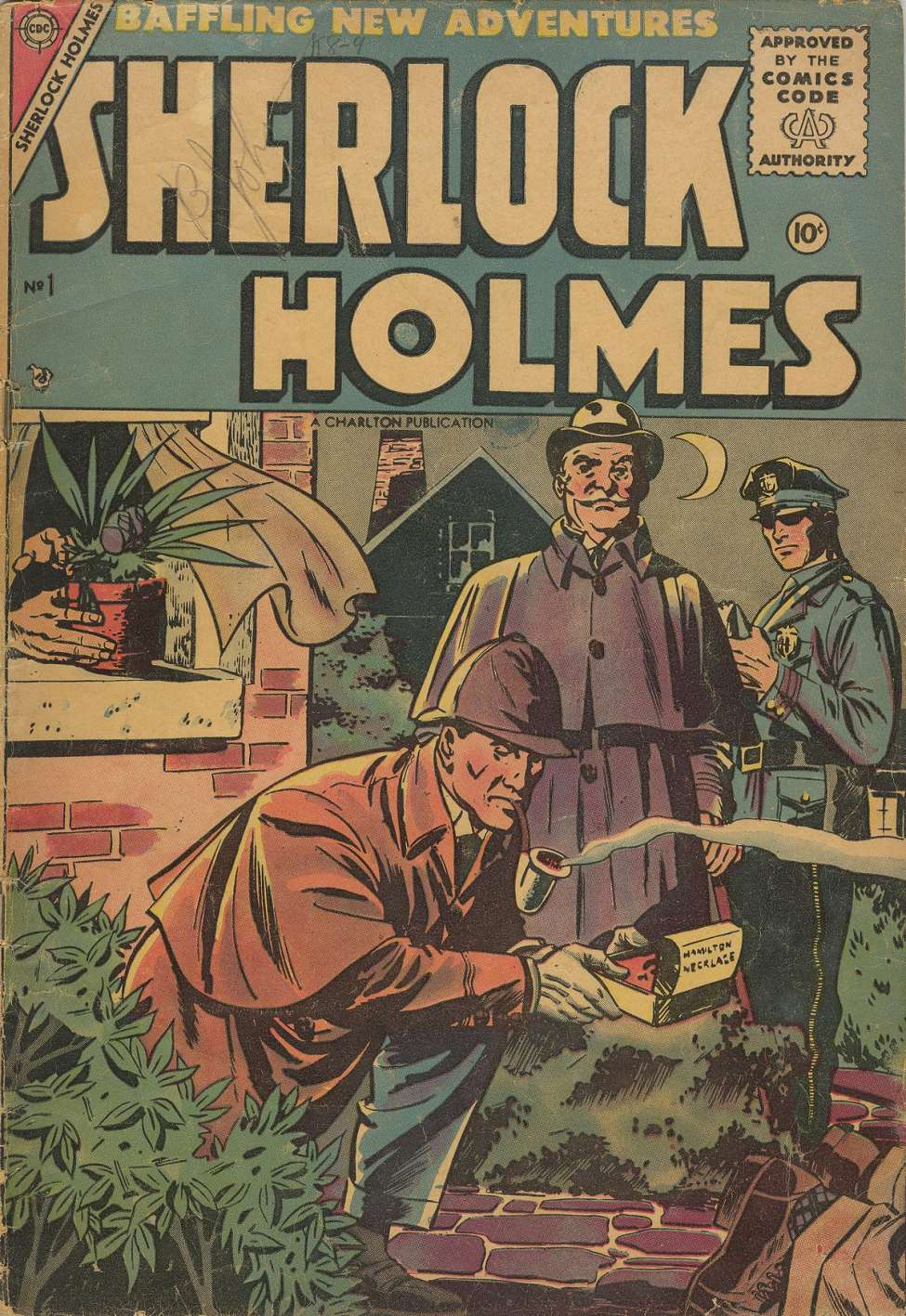
Couverture du premier numéro du comics Sherlock Holmes publié par Charlton Comics en octobre 1955.

Cette page recense différentes adaptations en bande dessinée des aventures de Sherlock Holmes, celui-ci étant un détective privé imaginaire créé par Sir Arthur Conan Doyle.
Ce sont soit des adaptations d'aventures écrites par Conan Doyle, soit des aventures apocryphes respectueuses du « canon holmésien », soit encore des pastiches ou de parodies s'éloignant plus ou moins du mythe. Des personnages secondaires ont également l'occasion de vivre leurs aventures en bandes dessinées.

## Adaptations canoniques
- Le Rituel des Musgrave (éditions GTS, scénario de Pierre Jaouën, dessin de Gilles Dangerfield, préface d’Yves Lignon, 1987)
- Une étude en rouge (P&T, scénario de Sylvain Ricard, dessin de Longaron, 1995)
- Sherlock Holmes (Lefrancq, collection « BDétectives », scénarios d’André-Paul Duchâteau et Jean-Pierre Croquet, dessins de Guy Clair, Stibane, Bruno Di Sano et Benoît Bonte, 1990-1998)
- Une étude en rouge (Akileos, scénario de Ian Edginton, dessin de Ian Culbard, 2010)
- Le Chien des Baskerville (Akileos, scénario de Ian Edginton, dessin de I.N.J. Culbard, 2010)
- Le Signe des quatre (Akileos, scénario de Ian Edginton, dessin de I.N.J. Culbard, 2011)
- La Vallée de la peur (Akileos, scénario de Ian Edginton, dessin de I.N.J. Culbard, 2011)
- The Sherlock Holmes Story (2 tomes), de Kwon Kyo-Jeong, Kwari 2011
- Elementare Watson et I casi di Sherlock Holmes, (en italien), de Berardi et Trevisan, Le Mani 2010

## Aventures apocryphes
- Sherlock Holmes a fait l'objet d'un comic strip dessiné par Frank Giacoia assisté de Mike Sekowsky.
- Sherlock Holmes (Soleil, scénario de Jean-Pierre Croquet, dessin de Benoît Bonte)
- Holmes (Futuropolis, scénario de Luc Brunschwig, dessin et couleurs de Cecil, 2006)
- Sherlock Holmes et les Vampires de Londres (Soleil, scénario de Sylvain Cordurié, dessin de Laci, 2010)
- L’Ultime Défi de Sherlock Holmes (Casterman, collection « Rivages/Casterman/Noir », scénario d’Olivier Cotte, dessin de Jules Stromboni, 2010)
- Sherlock (Glénat, scénario de Didier Convard, dessin de Jean Louis Le Hir, 2008)
- Les Quatre de Baker Street (Vents d'Ouest, scénario de Jean-Blaise Djian et Olivier Legrand, dessin de David Etien, 2009-2010). Cette série met en scène des Irréguliers sollicités régulièrement par Sherlock Holmes.
- The Trial of Sherlock Holmes (Dynamite Entertainment, scénario de Leah Moore et John Reppion, dessin d’Aaron Campbell, 2011-en cours)
- Sherlock Holmes (Soleil Productions, scénario de Scott Beatty, dessin de Daniel Indro, 2011)
- Terreur sur Londres, Frédéric Marniquet et Philippe Chanoinat, Desinge et Hugo et Cie, 2009
- La malédiction des Massaïs, Frédéric Marniquet, Albin Michel, 2003
- Le diable du Devonshire, Nolane et Roman, Soleil, 2008 ; Holmes, Conan Doyle et Harry Dickson se rencontrent
- Victorian Undead : Sherlock Holmes contre les Zombies (Panini, scénario de Ian Edginton, dessin de Davide Fabbri, 2011). Cette série met en scène les héros du canon holmésien aux prises avec des morts-vivants. Des suites, inédites en français, les confrontent à Dracula et au Docteur Jekyll.
- Scotland Yard (Soleil Productions, scénario de Dobbs, dessin de Stéphane Perger, 2012). Cette série met en scène les policiers Gregson et Lestrade.
- Les archives secrètes de Sherlock Holmes de Chanoinat et Marniquet, éditions 12 bis, (quatre titres : Retour à Baskerville Hall en 2011, Le club de la mort en 2012, Les adorateurs de Kali en 2013 et L'ombre d'Arsène Lupin en 2017)
- Sherlock Holmes et le mystère du Haut-Koenigsbourg, bande dessinée, Roger Seiter (scénariste) et Giuseppe Manunta (dessinateur), d'après le roman de Jacques Fortier, Le Verger éditeur, 2013, 54 planches
- Sherlock Holmes et la conspiration de Barcelone de Colomino et Palomé, Marabout 2013
- Moriarty the Patriot (Kana, scénario de Ryōsuke Takeuchi, dessin de Hikaru Miyoshi, 2016 - ? ) Moriarty est un manga qui met en scène James Moriarty, l'ennemi juré de Sherlock Holmes.

## Parodies et pastiches
- Cip l'arcipoliziotto de Benito Jacovitti (1945-1971)
- Baker Street (Delcourt, collection « Humour de rire », scénario de Pierre Veys, dessin de Nicolas Barral, 1999-2008)
- Ric Hochet contre Sherlock (pastiche) (Le Lombard, scénario d’André-Paul Duchâteau, dessin de Tibet, 1987)
- Le Chien des Basketville (pastiche) (Albin Michel, collection « L'Écho des savanes », René Pétillon, 1984)
- Charles Rollmops dans l’univers de Mickey Mouse
- Sherlock Lopez, série de bande dessinée espagnole de Gabi Arnao.
- Mycroft Inquisitor est une série écrite par Scotch Arleston et dessinée par Jack Manini parue chez Soleil, dont le héros est un enquêteur (or Mycroft est le prénom du frère de Sherlock Holmes qui est également doué de facultés de déduction exceptionnelles).
- L’Antre de la terreur, bande dessinée érotique espagnole dessinée par Solano López sur un scénario de Ricardo Barreiro (éditions Dynamite, 2010).
- Zachary Holmes de Carlos Trillo et Juan Bobillo (éditions ERKO, 2001) met en scène un jeune garçon s'inspirant de ses lectures, en particulier les aventures de Sherlock Holmes, pour venir en aide à son amie. Un tome paru (L’Affaire du monstre).
- Baker Street (en) (Caliber Comics, scénario de Gary Reed et Guy Davis, dessin de Guy Davis, 1989-1991), série de comics en 10 numéros dans un univers steampunk.
- Sherlok, scénario de Max, dessins de Graffica, PointBar, 2010 ; trois aventures de Sherlok et Johnny dans les années 1970 (Le chien de Balkenheim, le rituel des Mooskrafft, Jack is Back)
- Dans la série La Ligue des gentlemen extraordinaires d'Alan Moore et Kevin O'Neill apparaissent Mycroft Holmes et Moriarty.
- 2024: Dinglock Holmes dans "Une sauce en rouge", adaptation en bande dessinée de Paolo Mottura et Bruno Enna, parue dans Topolino. Holmes et Watson étant représentés sous les traits de Dingo et Mickey[1].